# فيلا هايز، باراغواي
فيلا هايز، باراغواي هي مديرية في باراغواي، تتبع بريزيدنت هايز، هي عاصمة بريزيدنت هايز، بلغ عدد سكانها 57٬217 نسمة، تبلغ مساحتها 60٬334 كيلومتر مربع، رمزها البريدي هو 9900.

## معرض صور

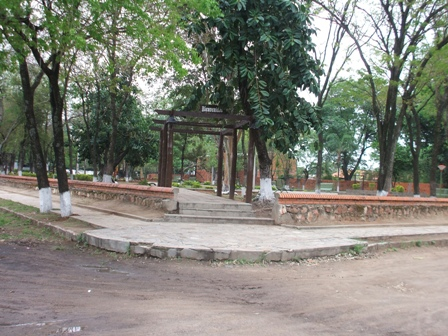
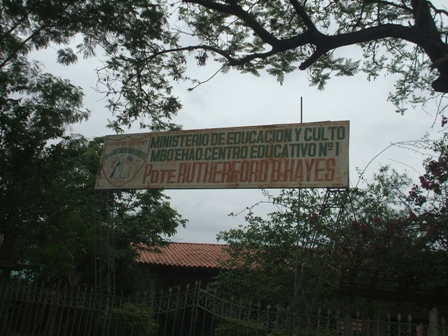
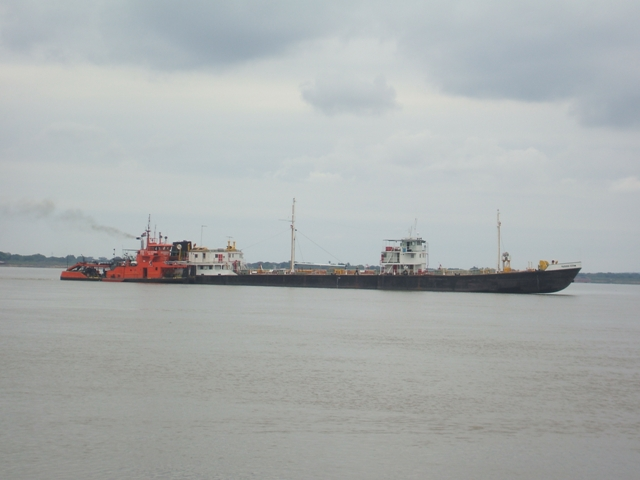